# Sebald Heynen

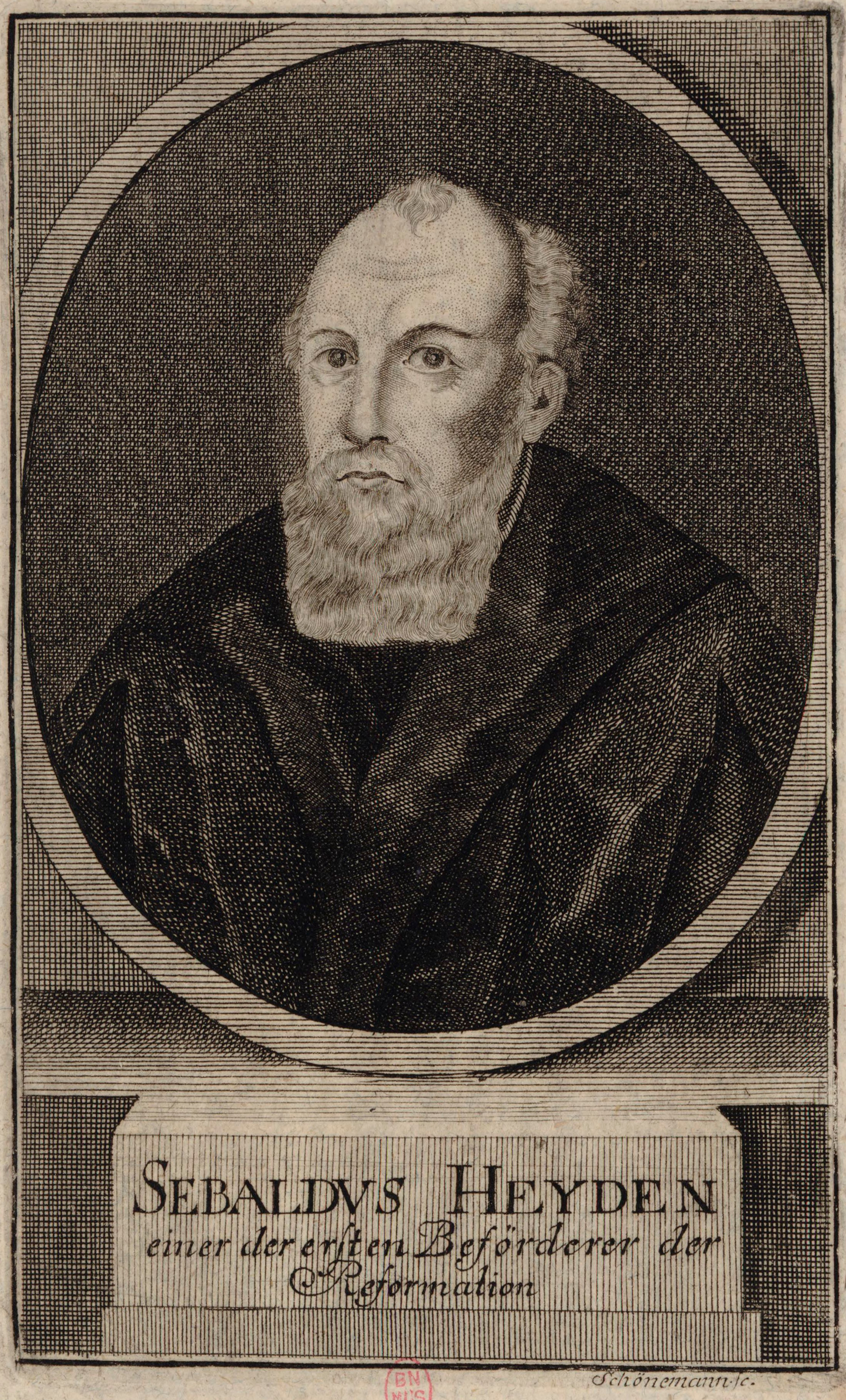
Estudió con el teórico de la música Johannes Cochlaeus en la escuela de St. Lorenz desde 1505. [4] Ingresó en la Universidad de Ingolstadt en 1513, graduándose con una maestría en 1519. [3] [4] Desde 1519 trabajó como cantor y más tarde como rector en la Escuela del Hospital de Nuremberg. En enero de 1525 fue nombrado primer rector luterano de la escuela de San Sebaldo. [5] Entre sus alumnos estaba Nicholas Selnecker.

Sebald Heyden (n. 8 de diciembre de 1499 - f. 9 de julio de 1561) fue un musicólogo, autor y teórico de la música alemán.
Entre sus obras figuran Musicae (1532), ampliada en 1537 como Musicae, id est artis canendi libri duo y De arte canendi (1540).